# Jan Urban (jezuita)
Jan Urban (ur. 23 stycznia 1874 w Broku, zm. 27 września 1940 w Krakowie) – polski jezuita, propagator akcji neounijnej. 

## Życiorys
Studiował filozofię i teologię w płockim Seminarium Duchownym. W 1899 wstąpił do zakonu jezuitów. W 1905 przydzielony do krakowskiego Wydawnictwa Apostolstwa Modlitwy. Uczestnik tajnej misji wśród dawnych unitów na Podlasiu (1902–1903). W latach 1907–1910 przebywał na terenie Rosji. Był inicjatorem przygotowywania dla katolików w Rosji: modlitewników, broszur i czasopism ("Katoliczeskoje Obozrenje")”. W okresie I wojny światowej był profesorem teologii w Widnawie, Gräfenbergu i Czechowicach. 
Od 1918 do 1933 r. naczelny redaktor pisma "Przegląd Powszechny". W 1923 roku opublikował książkę, w której zbadał narrację Makryny Mieczysławskiej i doszedł do wniosku, że jest ona zmyślona.  Od 1933 do 1939 redaktor naczelny czasopisma „Oriens”. Uczestnik kongresów i zjazdów dotyczących chrześcijańskiego Wschodu i unii kościelnej. W 1935 r. założył i współredagował też czasopisma unijne: "K’Sojedinieniju" i "Da Złuczennia".